# Joint venture
De joint venture is een vorm van samenwerking waarbij de samenwerkende organisaties een deel van hun vermogen inbrengen in een nieuw bedrijf, dat voor gezamenlijke rekening en risico een project tot ontwikkeling brengt.

## Omschrijving
Een joint venture is een samenwerkingsvorm tussen bedrijven. De wetgever heeft de joint venture grotendeels ongereguleerd gelaten waardoor er weinig in wetten en regels is vastgelegd. Het is een afspraak tussen partijen waarbij er verschillende mogelijkheden zijn om de samenwerking vorm te geven, zoals van een naamloze of besloten vennootschap, een commanditaire vennootschap of vennootschap onder firma.
Bij een joint venture kiezen partijen er bewust voor om niet samen te gaan om zo hun eigen identiteit te behouden. Bij een fusie wordt de eigen identiteit wel opgegeven. 
Een joint venture wordt vaak opgezet voor een speciaal tijdelijk project. Het is geen langdurig zakelijke verbinding tussen twee of meer partijen (strategische alliantie). Hierdoor is een joint venture wel relatief gevoelig voor conflicten tussen de achterliggende partijen.
Sommige landen eisen dat buitenlandse bedrijven die hun markt willen penetreren een joint venture met een lokaal bedrijf aangaan. Vaak is deze eis ingegeven door overdracht van kennis en technologie en om het lokale bedrijf de zeggenschap over de samenwerking te laten houden.
Er zijn twee typen joint venture:
1. Concentratieve joint venture
2. Coöperatieve joint venture

## Voorbeelden van joint ventures
- Avanade tussen Accenture en Microsoft
- AutoAlliance International tussen Ford Motor Company en Mazda
- Sony Ericsson tussen Sony en Ericsson
- SunExpress tussen Lufthansa en Turkish Airlines
- BenQ-Siemens tussen BenQ en Siemens
- Postkantoor tussen PostNL en ING
- ABN AMRO verzekeringen tussen Delta Lloyd Groep en ABN AMRO
- Trans Link Systems tussen GVB, HTM, NS en RET
- Geldmaat tussen ABN AMRO, ING en Rabobank